# Ronan Parke
Pour les articles homonymes, voir Parke.
Ronan Parke, né Ronan David Parke le 8 août 1998 et originaire de Poringland au Royaume-Uni, est un chanteur britannique. Il se fait connaître dans le cadre de l'émission de télévision Britain's Got Talent en 2011. Son premier disque est paru le 24 octobre de la même année.

## Biographie
Ronan David Parke né à Poringland, un village du comté de Norfolk en Angleterre, est un chanteur, auteur-compositeur-interprète, ayant également des origines écossaises. Il commence à chanter dès l'âge de trois ans, mais ce n'est toutefois que plus tard qu'il prendra des cours de chant accompagné d'une professionnelle . Ronan n'avait alors donné aucune représentation en public, si ce n'est pour une fête dans sa ville natale. La fille de Bryan Gunn, un ami proche de la famille, l'a par la suite convaincu de poser sa candidature pour Britain's Got Talent.
Ronan a fait ses études secondaires à la Framingham Earl High School, dans le Norfolk.

## Carrière

### 2011: Britain's Got Talent
La carrière du jeune chanteur, alors inconnu du grand public, débute en 2011, lorsqu’il participe aux auditions de l’émission « Britain’s Got Talent » à Londres, devant les juges Amanda Holden, Michael McIntyre et Louis Walsh , qui lui accorde une popularité immédiate auprès du public. Il y interprète Feeling Good d'Anthony Newley, ce qui lui vaut une ovation de l’assistance et des jurés avant-même la fin de sa prestation. Louis Walsh ira jusqu’à dire par la suite que selon-lui, « Ronan est l'homme à battre ce soir »,. Le jeune homme est par la suite désigné « favori » par les bookmakers pour la compétition. Il passe peu après avec autant de succès la demi-finale, où il chante Make You Feel My Love de Bob Dylan,.
Après sa performance initiale, Ronan Parke a reçu les louanges des quatre juges David Hasselhoff, Amanda Holden, Michael McIntyre et Simon Cowell (présent uniquement lors des émissions en direct). Il termine deuxième en finale avec son interprétation pourtant ovationnée de Because Of You de Kelly Clarkson, ce score arrangeant pour beaucoup curieusement les bookmakers.

#### Controverse
Lors de la compétition, des allégations provenant d’un blogueur anonyme circulent sur internet affirmant qu’une supposée « entente » bipartie entre Simon Cowell et Ronan Parke aurait été préalablement conclue avant sa participation à la compétition. Selon les rumeurs en questions, aujourd’hui totalement démenties par son instigateur, cette entente aurait tenu sur la réalisation d’un album par Sony Music, ainsi qu’un accord mutuel pour que le jeune prodige remporte la compétition. Cowell niera fermement les allégations rapportés par divers magazines, le 3 novembre 2011, et déclarera sa volonté de porter plainte auprès des autorités pour que « l'auteur de ces mensonges soit exposé au grand jour »,. Ronan Parke déclarera pour sa part dans un article du site Dailystars : 

« Je n'ai jamais rencontré Simon (Cowell) de ma vie. J'aurais alors beaucoup aimé, mais cela n'a pas été le cas. »

 Sa mère en fera autant, niant les allégations, et affirmant surtout souhaiter que celles-ci ne nuisent pas au déroulement de la compétition,,,. En juillet 2011, l'homme responsable des allégations diffamatoires a révélé aux autorités qu'il avait fabriqué et inventé l’ensemble des déclarations,. Il a également reconnu qu'il n'avait aucun lien professionnel ou privé avec Ronan Parke, Sony Music, Syco ou Britain's Got Talent, contrairement a ce qu'il avait préalablement affirmé sur internet. L'homme a eu un avertissement de la part de la police, et a personnellement présenté ses excuses à de Simon Cowell. Un porte-parole de Sony a déclaré qu'on en resterait là.

### 2011: premier album
Deux jours après la finale, des informations de sources diverses circulent sur internet selon lesquelles Sony Music souhaite offrir un contrat d’enregistrement pour un label d’une valeur d’un million et demi de livres à Ronan Parke,. Le même jour, le magazine DailyStar rapporte que Cowell souhaite un duo entre Ronan et Jackie Evancho, bien qu’aucun plan ne se soit formellement concrétisé pour que cela se produise. Le jeune chanteur participe au Britain’s Got Talent Tour 2011, effectuant alors quelques apparitions sporadiques au Royaume Uni. La tournée débute le 12 juin 2011 à Newcastle, au « Metro Media Arena » et prend fin le 26 juin suivant, à Bournemouth.
Au cours de cette tournée, Ronan Parke interprète de nouveau les trois chansons qui lui ont valu une prestation remarquée lors de la compétition de « Britain’s Got Talent », en collaborant avec le même pianiste que lors de la finale, Paul Gbegbaje, pour Make You Feel My Love de Bob Dylan,,. Ironiquement[réf. nécessaire], des sources confirment que Ronan Parke a été payé 30 000 £, soit deux fois plus que le gagnant de Britain's Got Talent, Jai McDoval, pour ce même évènement,. Il apparait ensuite au Royal Norfolk Show le 30 juin pour rencontrer ses fans et signer des autographes. Ronan Parke participe également à la soirée familiale de l'hippodrome de Hamilton Park le 9 juillet, remplaçant Joe McElderry qui a été obligé de se retirer. Il joue peu de temps après pour un public réunissant plus de 50 000 personnes rassemblées en bordure de la plage au festival T4 on the Beach (en) le 10 juillet 2011, une interprétation de « Forget You » du chanteur américain Cee Lo Green. Le 7 juillet 2011, le journal britannique The Sun déclare que le chanteur a finalement signé un contrat avec le label Sony Music, ainsi qu'une autre maison de production en tant que contrat commun. La mère de Ronan Parke laisse aussi entendre que l’album sortira cette même année. Celui-ci sort effectivement le 24 octobre 2011.
Le 28 juillet 2011, Ronan Parke dépose une nouvelle vidéo sur YouTube ou il interprète The Edge of Glory de Lady Gaga, qui attire alors l’attention des médias. Sur sa page Facebook, il déclare qu’une nouvelle vidéo divisée en trois parties, dont le titre serait Ronan Sings ferait bientôt son apparition ; une deuxième vidéo est conséquemment ajoutée le 10 août suivant, ou il interprète Make You Feel My Love. Amazon a également publié une vidéo exclusive sur la page de pré-commande du premier album de Ronan, ce dernier y interprétant Forget You. Une nouvelle et troisième vidéo de Ronan Parke chantant Jar of Hearts de Christina Perri, est diffusée le 6 septembre 2011. Il a également annoncé son premier concert dans son comté du Norfolk, et s'est rendu au village de vacances Potters Leisure Resort (en) de Hopton-on-Sea pour deux nuits, les 22 et 23 octobre 2011. Ronan joue également lors de l'événement Xscape, à Castleford, dans le Yorkshire de l'Ouest en août. Celui-ci interprète par la suite Forget You, Ben et Smile lors d'un spectacle d'hommage de Michael Jackson le 28 août 2011 au Blackpool Opera House (en),. Ronan annonce sur Facebook que A Thousand Miles, composé en 2002 par Vanessa Carlton sera le premier single de l'album.

### 2012-2013: Départ d'Epic Record et Syco
Le 3 mai 2012, selon plusieurs sources, Ronan aurait été abandonné par Epic Records, Syco et Sony,,. Une déclaration niant officiellement que celui-ci ait été « abandonné » par les labels en question est subséquemment publiée sur son site officiel, mais confirme toutefois que Ronan a bel et bien « quitté Sony » peu de temps auparavant,. Le 19 mai 2012, sa mère Maggie Parke, révèle qu'il collabore avec des compositeurs sur un EP qui devrait sortir l'été suivant. Le 6 août, le chanteur sort officiellement son nouveau single We Are Shooting Stars. Ce titre est suivi par quatre autres versions.

Il explique, dans une interview au site MailOnline en 2011 avoir subi des moqueries de la part de ses camarades de classe : 

« Je ne suis pas vraiment un garçon typique ! Je ne porte pas de ces trucs bouffants, je suis vraiment un peu efféminé en fait (...) Certains gamins idiots m'appellent « le gay » quand je passe devant eux, mais je n'y porte vraiment pas attention. La plupart des autres garçons ne pensent qu'aux sports, mais moi je n'aime pas ça. »

### 2014-2016: Départ d'AD Record
Au début de 2014, Ronan Parke annonce via les réseaux sociaux son départ du label d'AD Record. Il signe par la suite une entente avec Rosen Music Group, basé dans l'État du Texas, aux États-Unis.

## Vie privée
En 2019, il fait son coming-out public en tant qu'homme gay.